# Nope (film)
Nope är en amerikansk science fiction skräckfilm från 2022. Filmen är regisserad av Jordan Peele, som även har skrivit manus.
Filmen hade biopremiär i Sverige den 17 augusti 2022, utgiven av Universal Pictures.

## Rollista (i urval)
- Daniel Kaluuya – Otis Jr. "OJ" Haywood
- Keke Palmer – Emerald "Em" Haywood
- Steven Yeun – Ricky "Jupe" Park
  - Jacob Kim – Ricky "Jupe" Park som ung
- Michael Wincott – Antlers Holst
- Keith David – Otis Haywood Sr.
- Brandon Perea – Angel Torres
- Wrenn Schmidt – Amber Park
- Donna Mills – Bonnie Clayton
- Barbie Ferreira – Nessie
- Terry Notary – Gordy